# Belly of the Beast
Der Actionfilm Belly of the Beast (Untertitel: In der Mitte einer bösen Macht, Alternativtitel: Steven Seagal – The Belly of the Beast) entstand 2003 unter der Regie von Ching Siu-Tung.

## Handlung
CIA-Agent Jake Hopper wird in Thailand eingesetzt. Sein Kollege Sunti tötet bei einem Einsatz unbeabsichtigt eine Frau und wird selbst lebensgefährlich verletzt. Aus Reue und Schuldgefühlen wird er zum buddhistischen Mönch. Jake quittiert nach dem Tod seiner Frau den Dienst und kehrt in die USA zurück.
Jake führt eine Sicherheitsfirma und konzentriert sich auf die Erziehung seiner Tochter Jessica. Jahre später verbringen Jessica und ihre Freundin Sarah Winthorpe, Tochter eines US-Senators, Ferien in Thailand. Die Mädchen werden dort von islamistischen Fundamentalisten unter Abu Karaf entführt. Abu Karaf fordert die Freilassung von 20 Gefangenen aus US-Gefängnissen. Die Behörden lehnen die Erfüllung der Forderung ab.
Tom Collins, ein ehemaliger Kollege Hoppers, benachrichtigt den Vater der Entführten. Jake fährt nach Bangkok, wo er sich an den CIA-Agenten Leon Washington wendet. Washington bringt Hopper mit einem Mitarbeiter von General Jantaclaus zusammen.
Jake trifft sich mit Abu Karaf, von dem er erfährt, dass hinter der Entführung General Jantaclaus steht. Der General wird getötet, die Mädchen werden befreit.

## Kritiken
Scott Weinberg schrieb auf filmcritic.com, dass „Steven Seagal nicht auf die Qualität seiner Filme achte“. Der Film sei so „amateurhaft und gedankenlos, wie ein Actionfilm es sein könne.“

## Sonstiges
Das Budget des an Originalschauplätzen in Thailand gedrehten Actionfilms war etwa 18 Millionen US-Dollar. Gefilmt wurde ab dem 17. März 2003. Der Film erschien erstmals am 30. Dezember 2003 als DVD in den USA.